# Korskirken (Oslo)
Korskirken var en lille menighedskirke for den nordlige del af middelalderens Oslo. Ruinene af kirken findes i Ruinparken i Gamlebyen.

## Historie
Det er uvist præcis hvornår kirken blev bygget. Kirken ikke er nævnt i kilderne om kampene i Oslo i 1240 mellem kong Håkon Håkonsson og hertug Skule, og det tyder på at den er yngre. I 1989 blev der fundet en runestav, dateret til første halvdel af 1200-tallet, hvor navnet Korskirken forekommer, og det peger i retning af at den kan være ældre end 1240. Da kirken blev bygget har den ligget længst mod nord i byen, for bymæssig bebyggelse nord for kirken kom i anden halvdel af 1200-tallet og på 1300-tallet.
Korskirken havde indgang fra vest, fra kirkegården. I tillæg fandtes en indgang direkte til koret fra sydsiden. Ruinen indeholder de nederste dele af sydportalen i koret og man kan se rester af det oprindelige alterfundamentet. Omkring kirken findes rester af kirkegårdsmuren.
Området med ruinen var en del af St. Halvards plass indtil 1918, da bystyret vedtog at anlægge Minneparken (åbnet i 1932, også kaldet Ruinparken). Arkitekt og arkæolog Gerhard Fischer ledede udgravninger i 1920'erne, hvor Korskirken blev afdækket i 1922.